# Братство народів
Братство, або дружба, народів ― концепція, висунута марксистською класовою теорією. Відповідно до неї, націоналізм — це лише інструмент панівного класу, використовуваний для поділу робітництва і полегшення контролю та експлуатації. Згідно з цією концепцією, після успіху класової боротьби (тобто скасування соціальних класів) природне братерство всіх робітників зробить ідею окремих націй застарілою.
Поняття дружби народів часто протиставляється «буржуазному космополітизму». У цьому контексті поняття інтернаціоналізму пояснювалося як «буржуазний космополітизм», тому термін «інтернаціоналізм» був концептуально замінений поняттям «міжнародний соціалізм», також відомим як «пролетарський інтернаціоналізм».
Царську Російську імперію Володимир Ленін називав «тюрмою народів» («Про національну гордість великоросів»). Цей вислів вперше був застосований в дореволюційній царській Росії в 1840 році маркізом де Кюстіном як критика в книзі La Russie в 1839 р. Пізніше він був розглянутий О. І. Герценом, з метою руйнування цієї «в'язниці народів» і став одним з ідеалів російської революції. Таким чином, «в'язниця народів» мала перетворитись на «дружбу народів». Як не дивно, вираз «тюрми народів» було прийнято через десятиліття пізніше дисидентським рухом в СРСР. Радянський Союз, який прийшов на зміну царській імперії, заявив, що метою національної політики було створити нову національну сутність, «радянський народ». В СРСР часто стверджували, що домоглися значного прогресу на цьому шляху, проте кінець цій меті було покладено розпадом Радянського Союзу.
Радіо Вільна Європа/Радіо Свобода пише, що в Радянському Союзі за часів Йосипа Сталіна, незважаючи на всюдисуще гасло «дружби народів», між 1939 і 1953 роками проживало приблизно 6 мільйонів людей з багатьох етнічних меншин Радянського Союзу (поляки, румуни, Литовці, латвійці, естонці, німці Поволжя, фіни, кримські татари, кримські греки, калмики, балкарці, карачаївці, турки-месхетинці, корейці, чеченці, інгуші та інші) були примусово переселені або депортовані, часто у віддалені місця на Далекому Сході чи в Центральній Азії, 1,5 мільйона з яких померли від хвороб або голоду, що в деяких випадках становило понад 40 відсотків депортованого населення.

## Пропаганда концепції в СРСР
Пропаганді дружби народів, радянського патріотизму, пролетарського інтернаціоналізму в боротьбі за мир була присвячена публікація зразків усної народної творчості П.Павлія, який вважав, що фольклор має велике значення для справи виховання радянських людей і є засобом донесення до найширших мас пропаганди художнім словом найпередовішого світогляду нашої епохи — марксизму-ленінізму.
Доповідна записка сектора агітації і пропаганди ЦК КП(б) вищим партійним інстанціям зазначала, що до травня 1951 р. було прочитано 280 лекцій лекції на пропагандистські теми, серед яких була і «Сталінська дружба народів».
Роботу партійних органів з виховання трудящих в дусі пролетарського інтернаціоналізму та дружби народів як процес денаціоналізації у своїх наукових дослідженнях трактували, наприклад, такі автори: В. А. Гриневич, В. М. Даниленко, С. В. Кульчицький, О. Є. Лисенко.
В Конституції СРСР 1977 року заявлено: «Зміцнилися союз робітничого класу, колгоспного селянства і народної інтелігенції, дружба націй і народностей СРСР».
Ідея про братські народи з'явилась в часи пізнього сталінізму після Другої світової війни і остаточно утвердилася після «відзначення» 300-ліття Переяславської ради у 1954 році. Саме тоді виникла ця міфологема про російський народ як старший брат й український народ як молодший брат.